# Cagnac-les-Mines
Cagnac-les-Mines é uma comuna francesa na região administrativa de Occitânia, no departamento de Tarn. Estende-se por uma área de 24,7 km². Em 2010 a comuna tinha 2 615 habitantes (densidade: 105,9 hab./km²).